# Патагонска невестулка
Патагонска невестулка (Lyncodon patagonicus) е малък хищник от семейство порови и единствен представител на род Lyncodon. Обитава крайните южни части на Южна Америка - Западна Аржентина и граничните с нея райони в Чили. Най-ранното споменаване на вида е от Симс Ковингтън, един от участниците в пътешествието на Чарлз Дарвин с кораба Бийгъл.

## Описание
Патагонската невестулка е с дължина на тялото от 300 - 350 mm и дължина на опашката от 60 – 90 mm. Козината му е белезникава с черни и тъмно кафяви тонове. Представителите на вида имат малки уши, къси крака и пухкава опашка. Животното не е добре изследвано в дивата среда и малко са известните данни за неговото поведение. Местни фермери го отглеждат като домашен любимец с цел унищожаване на гризачи.

## Подвидове
- L. p. patagonicus de Blainville, 1842
- L. p. thomasi Cabrera, 1928